# سردنی آرادیریخ
سردنی آرادیریخ (به لاتین: Sredny Aradirikh) یک منطقهٔ مسکونی در روسیه است که در داغستان واقع شده‌است.